# Президент Нігеру
Президент Республіки Нігер — найвища посадова особа держави Нігер. З проголошенням незалежності Нігеру в руках президента цієї країни була сконцентрована вся влада. Проте вже згідно з останньою редакцією конституції від 2010 року президент Нігеру обирається на 5 років на всенародних виборах, і не більше двох строків. Президент Нігеру призначає прем'єр-міністра Нігеру.

## Перелік президентів Нігеру
- 1960—1974 — Амані Діорі
- 1974—1987 — Сейні Кунче
- 1987—1993 — Алі Сейбу
- 1993—1996 — Магаман Усман
- 1996—1999 — Ібрагім Баре Майнасара
- 1999 — — Дауда Малам Ванке
- 1999—2010 — Мамаду Танджа
- 2010—2011 — Салу Джібо
- 2011—2021 — Махамаду Іссуфу
- 2021—2023 —   Мохамед Базум
- 2023— нині   Хассумі Массуду
- 2023— нині   Омар Сіані, як президент Національної ради захисту Батьківщини